# Аньойш
Аньойш (порт. Anhões) — район (фрегезія) в Португалії, входить в округ Віана-ду-Каштелу. Є складовою частиною муніципалітету Монсан. За старим адміністративним устроєм входив в провінцію Мінью. Входить в економіко-статистичний субрегіон Мінью-Ліма, який входить в Північний регіон. Населення складає 196 чоловік на 2001 рік. Займає площу 7,24 км².